# Peter Punk
Peter Punk es una serie de televisión de infantil-juvenil, coproducida con Illusion Studios producida y transmitida por la cadena Disney XD. El primer tráiler salió al aire en febrero de 2011 por Disney Channel Latinoamérica. Está protagonizada por Juan Ciancio, Gastón Vietto, Guido Pennelli, Franco Masini y Lucía Pecrul. Antagonizada por Joel Cazeneuve, Brian Cazeneuve y Omar Calicchio.

## Sinopsis
Pedro «Peter» Punk (Juan Ciancio) es un adolescente de quince años, con amigos, desafíos y con una familia punk. Su único problema es que a él le gusta el rock. Tiene una banda de música llamada Rock Bones, en la que él es el líder, vocalista y bajista. La banda está integrada por sus amigos: Sebastian (Guido Pennelli) (El baterista), Mateo (Gastón Vietto) (El guitarrista), Lola (Lucía Pecrul) (La sonidista) e Iván (Franco Masini) (El mánager) con los que pasa la mayor parte del día. Ellos tienen enemigos pop, los Twin Pop. Quienes le hacen la vida imposible y hasta destruirlos no paran.

## Reparto

### Principal
- Juan Ciancio como Pedro «Peter» Punk; es un adolescente al que le gusta el rock perteneciente a una familia fanática del punk. Es positivo e ilusionado. Cada vez que tiene una idea se escurre en su mente una ilusión y exageración del momento que atraviesa. Generalmente asocia alguna situación con una imaginación suya.
- Guido Pennelli como Sebastián "Seba"; es el baterista de la banda. Es el mejor amigo de Peter y el más enérgico.
- Gastón Vietto como Mateo; es el guitarrista de la banda. Es muy inseguro hasta de sus propias decisiones. Es humilde e intenta mantener a la banda unida. Es el más fiel y confiable de todos.
- Franco Masini como Iván; es el mánager de los Rock Bones, solo piensa en chicas y hace de todo para conseguir un beso, una cita o lo que sea que tenga que ver con el romance, pero siempre de una manera ingeniosa y egoísta.
- Lucía Pecrul como Lola; es la técnica en sonido de la banda. Mantiene un amor secreto por Peter y hace todo por sus amigos. Es la más inteligente y aterrizada.
- Leo Trento como Vicktor "Vick" Punk; es el padre de Peter, Paty y Joe. Casado con su antigua fan N.º 1, Nancy. Es el más punk de la familia. Fue líder de una antigua banda punk llamada "Punkmorroides". Es el dueño de "Central Punk".
- Violeta Naón como Nancy Punk; es la madre de Peter, Paty y Joe. Vive llamando a Peter, "bebé", apodo que lo enoja y avergüenza. Hace todo lo posible para ayudar a sus hijos con sus problemas. Trabaja como peluquera en "Central Punk". Nancy es la fan N.º 1 de Vic.
- Lucas Verstraeten como Joseph "Joe" Punk; es el hermano mayor de Peter y Paty. Solo se preocupa por sí mismo. Lleva consigo un espejo, su mejor amigo, para mirarse y adularse. A pesar de que no le gusta el punk, se lleva muy bien con sus padres y no le molesta este ambiente. Siempre es perseguido por sus numerosas fanes.
- Juana Barros como Patricia "Paty" Punk; es la hermana menor de Joe y Peter. Es la hija más punk de la familia. Vive implicada en los asuntos de Peter, metiéndolo en problemas o ayudándolo. Tiene un blog donde sube toda la información que registra de los Rock Bones.
- Salo Pasik como Raymond "Ray" Punk; es el abuelo de Joe, Peter y Paty y suegro de Nancy. Él muchas veces piensa cosas que nunca tuvo, también tiende a olvidarse de cosas que hayan sucedido hace pocos segundos.
- Omar Calicchio como King Pop; es el padre de Andy y Michael. Dueño de "Central Pop". Ama el dinero tanto como el Pop. Su enemigo es Vic.
- Joel y Brian Cazeneuve como Michael y Andrew "Andy" Pop; enemigos de los Rock Bones, siempre quieren ser mejores que ellos. Aunque a veces ayudan a Peter en alguna aventura. Aman el pop, visten ropa de muchos colores y cantan rimas pegadizas. Atienden la tienda de su padre "Central Pop".

### Recurrente
- Darío Barassi como Beto; es el sonidista de "Legitima Rock", la banda favorita de los Rock Bones, e ingeniero de sonido de Sun App Records, la discográfica en la que los Rock Bones quieren grabar su disco.
- Vanesa Butera como Mimí; es la asistente y mano derecha de Alfo Rojo, el productor de Sun App Records, pero cuando Alfo renuncia, ella queda a cargo de la producción del disco de Rock Bones.
- Gabo Correa como Alfo Rojo; es el dueño de Sun App Records y un fanático a los payasos.
- Andrés Dadamo como Alex Gol; es un exfutbolista exitoso, que compra la discográfica Sun App Records, y convierte sus oficinas en un gimnasio.
- Alberto Ingolotti como el periodista en las imaginaciones de Peter Punk
- Delfina Varni como Evelyn, una chica la cual gusta de Peter.
- Eva De Dominici como Yael, una estrella de rock que tuvo planeada una cita con Peter, pero fue arruinada por Iván, Seba y Mateo.
- Carlos March como Silvio; un vendedor que ofrece todo tipo de productos, algunos de ellos suelen tener garantía.
- Eduardo Calvo como Rodrigo «La Anguila»; es el bajista de la banda Punkmorroide, se lleva bien con Vic, aunque a veces tienen sus diferencias.
- Daniel Kargieman como Morsa; es el baterista de la banda Punkmorroide, también trabaja como agente de policía, tiene una obsesión con los extraterrestres y los duendes, suele ser muy agresivo con Seba.
- Punky es la perra mascota punk de Peter y su familia

### Invitados
- Jaime Domínguez como Facundo, baterista sustituto de Seba.
- María Clara Alonso como Yamila, hija del Anguila.
- Marcio Mansilla como Silfredo, compañero de Paty.
- Tomás Ross como Otto, compañero de Paty.
- Alejandro De Marino como Leopoldo
- Bruno Azzinnari como Ceter Cunk, vocalista y bajista de los Falsos Rock Bones.
- Valentino Giovannetti como Teba, baterista de los Falsos Rock Bones.
- Thelma Fardín como Lulú Reyes
- Laura Anders como Mola, sonidista de los Falsos Rock Bones.
- Nicolás Torcanowski como Angelito «El Plomo»
- Dani Martins como Segundo Primicia
- Hutch Dano como Zeke (De Zeke & Luther)
- Adam Hicks como Luther (De Zeke & Luther)
- Adam Irigoyen como Tito, el primo Punk.
- Dolores Sarmiento como Joana, fugaz amor de Joe.
- Stéfano De Gregorio como Igor, el primo vampiro de la familia Punk.
- Leonardo Diricco como Agustín
- Sebastián Presta como Manu, el propietario de la revista RollingRock.
- María Belén Berecoechea como Rosa.

## Episodios
| Temporada | Temporada | Episodios | Episodios | Emisión original      | Emisión original        |
| Temporada | Temporada | Episodios | Episodios | Primera emisión       | Última emisión          |
| --------- | --------- | --------- | --------- | --------------------- | ----------------------- |
|           | 1         | 36        | 36        | 10 de enero de 2011   | 17 de diciembre de 2011 |
|           | 2         | 19        | 19        | 14 de febrero de 2012 | 28 de diciembre de 2012 |
|           | 3         | 30        | 30        | 9 de marzo de 2013    | 25 de octubre de 2013   |

### Primera temporada (2011)
| Episodio | N.º según Capítulo | Título                    | Emisión              |
| --- | ------------------ | ------------------------- | -------------------- |
| 1 | 1                  | Familia Punk              | 10 de enero de 2011  |
| Peter se encuentra al borde de pasar a la fama, en una competencia del rock VS el pop, en la que debe componer un tema musical que sobresalga con su familia era casi imposible componer un tema, pero gracias a ellos compuso su nuevo tema dedicado a su familia y problemas que tiene que los llevara a ganar la competencia por primera vez |                    |                           |                      |
| 2 (1.02) | 2                  | Buscando a Miss P         | 12 de marzo de 2011  |
| Peter encuentra una púa y piensa que la suerte está de su lado. Cree que con esa púa podrá tocar mejor el bajo y decide apodar a la púa como "Miss P". Andy y Michael secuestran la púa con la finalidad de obtener a cambio a Lola para convertirla en Lola Pop, su nueva sonidista Pop. Peter sigue las órdenes de los Twin Pop para recuperar su púa y termina recuperándola y nuevamente perdiéndola mientras tocaba con su bajo. Finalmente Lola le explica a Peter que la púa que perdió no era "Miss P" y le hace entender que la música está en él y no en la púa. |                    |                           |                      |
| 3 (1.03) | 4                  | La Fan                    | 22 de marzo de 2011  |
| Llega en manos de Iván la primera carta de la primera Fan. Los chicos muy emocionados leen toda la carta llena de elogios para todos, menos para Peter, que ni siquiera fue mencionado en la carta. Peter intenta ignorar su enojo, pero al no concebir que la fan no lo quisiera decide pedir ayuda a Paty para conseguir a su fan. Paty lo engaña para que haga un video en el que baila Hawaiano, que según ella era lo que a la fan le gustaba. La fan resulta ser Paty y el video es mostrado en la gran pantalla de central Punk. |                    |                           |                      |
| 4 (1.04) | 5                  | Zapatos rojos             | 2011                 |
| Es el aniversario de Nancy y Vic, y este lo olvida por completo. Paty ayuda a su padre en el aniversario pero Vic termina arruinando todo. Mientras tanto, Peter obtiene dos entradas para un restaurante japonés, y decide invitar a Evelyn. Su abuelo le presta unos zapatos rojos con los que conquistó a la abuela. Peter al usar los zapatos descontrola a las chicas. En el restaurante Japonés tuvo que quitarse los zapatos y las cosas comenzaron a ir mal. Lola junto a seba y Mateo deciden infiltrarse en la cena, y por órdenes ocultas de Lola terminan saboteando todo. Evelyn al pensar que Peter andaba con muchas chicas se va del restaurante y Peter queda solo. Vic termina usando los zapatos Rojos para arreglar las cosas con Nancy. |                    |                           |                      |
| 5 (1.05) | 6                  | Rock Bones v/s Rock Bones | 24 de marzo de 2011  |
| Los Rock Bones ven que entre las cosas que está vendiendo Silvio hay un CD de los Rock Bones. Se sorprenden, ya que ellos no han lanzado un disco aún, y al escucharlo se dan cuenta de que son sus mismas canciones. Ambos grupos Rock Bones van a juicio y empiezan a competir para demostrar cual es la verdadera banda. Mientras tanto, Joe decide trabajar, haciéndose modelo de ropa de los Twin Pop |                    |                           |                      |
| 6 (1.06) | 7                  | La Cena                   | 2011                 |
| Peter invita a cenar a Evelyn y a sus padres para que conozcan a su familia. Peter pide a su familia no ser punk por un día para agradar a los padres de Evelyn. Sin saber como comportarse, los punk contratan a la Señora Recta para disciplinarlos en el buen comportamiento. La Señora recta lo consigue y la cena va a la perfección pero comienza a sonar música punk arruinando la cena y la oportunidad de Peter de salir con Evelyn, ya que los padres de ella encuentran inaceptable el hecho de ser punk. La Señora Recta termina volviéndose punk. |                    |                           |                      |
| 7 (1.07) | 8                  | Lola Compositora          | 27 de marzo de 2011  |
| Los Rock Bones están componiendo un tema. Peter no logra crear completamente la letra y Lola compone el resto. Peter no cree en la habilidades compositoras de Lola y cree que la letra es muy "femenina". Lola renuncia y decide unirse a Los Twin Pop. Peter y los chicos tratarán de recuperarla, para finalmente dar crédito a las habilidades musicales de Lola e incluir el tema que había compuesto. |                    |                           |                      |
| 8 (1.08) | 9                  | Punkmorroides en Casa     | 28 de marzo de 2011  |
| Vic trae a un viejo integrante de los Punkmorroides, El Morsa para que entrene a la banda de los Rock Bones. Los Chicos pasan el día siguiendo instrucciones Punk, y deciden sabotear el entrenamiento. Descubren el miedo del Morsa y elaboran un plan que termina siendo peor que la idea. Mateo termina llamando a la mamá del Morsa y finalmente los chicos quedan libres. |                    |                           |                      |
| 9 (1.09) | 11                 | Mánager Suplente          | 2011                 |
| La banda se discute el hecho de que no han conseguido ningún concierto. Iván asume su rol de Mánager pero aparecen los Twin Pop y sobornan a Iván para que sea su Mánager Pop, diciéndole que si lo hace conocerá a la prima de ellos, y siendo las chicas la mayor debilidad de Iván, él decide ir con ellos. Como los Rock Bones se han quedado sin Mánager temporalmente, Peter Punk asume el rol de Mánager suplente e intenta conseguir conciertos para la banda. Con la ayuda de Nancy deciden armar su propio recital. A pesar de la ayuda de la Familia Punk se cancela el recital debido a un problema. Iván al volver a la banda les informa a los chicos que les consiguió un concierto, pero al parecer este se equivoca y terminan en el concierto de los Twin Pop, y estos en el de los Rock Bones. |                    |                           |                      |
| 10 (1.10) | 12                 | Punk helado               | 29 de marzo de 2011  |
| El candidato a presidente del centro estudiantil de la escuela (Max) le pide a los Rock Bones que toquen en su concierto electoral ya que la banda que tenía presupuestada le falló. En la casa, Vic quiere innovar en la industria del helado y decide crear un helado sabor Punk. Peter prueba el helado y se queda sin voz. Los chicos preocupados por Peter y por el concierto piensan en ideas para solucionar el problema. Mateo les habla de una estilista fonética que podría ayudar para que Peter se recupere. A pesar de los muchos intentos Peter no logra recuperar la Voz. Los chicos sin ver solución cancelan su concierto. Max enfurecido ofende a Lola y Peter la defiende logrando recuperar su voz. Paradójicamente ahora Peter tiene su voz pero ya no concierto. |                    |                           |                      |
| 11 (1.11) | 13                 | La Nueva Rock Bones       | 30 de marzo de 2011  |
| Peter escucha a Evelyn tocar la flauta, y para no lastimar sus sentimientos le dice que toca muy bien. Evelyn tergiversa las cosas y cree que Peter la invitó a ser parte de los Rock Bones. Los Chicos se enojan pero Peter les pide que lo entiendan. Como Peter nunca se atrevía a decirle a Evelyn que no era más parte del grupo, inventa que los Rock Bones se han separado. Evelyn convence a Peter para que formen un dúo que tocaría en una gala de su padre. Evelyn descubre que toca mal y valora a Peter por haber subido con ella al escenario. Los Rock Bones vuelven a estar en normalidad. |                    |                           |                      |
| 12 (1.12) | 15                 | Hip! Hip! Hip!            | 2011                 |
| Peter encuentra una canción llamada 'No me mientas más' en un papel en la plaza. Los Rock Bones tocan la canción y los escucha el conductor del programa radial promesas del Rock, quien los invita a su programa a tocar la canción. Peter afirma haber compuesto la letra, pero Lola al no estar de acuerdo le comenta las consecuencias de las mentiras y Peter sin tomarle importancia comienza a tener Hipo. Joe y Paty pelean por el control remoto y el abuelo decide dárselo al que le consiga novia. Lola le da a Peter el jugo de Evelyn y se le pasa el hipo hasta que Evelyn le pregunta si compuso el tema y el vuelve a mentir, volviéndole el Hipo. Iván trae un artículo de Silvio para quitar el Hipo pero no funciona y luego Vic le quita el hipo. Una vez al aire en el programa radial, los chicos respondían las preguntas para que Peter evitara hablar, pero llaman los Twin Pop y Peter casi contesta, pero superó el momento hasta que el conductor le pregunta y Peter contesta, volviéndole el hipo. Los chicos comienzan la canción, pero Peter no controlaba su Hipo y Mateo cantó la canción, e Iván le dice al conductor que era la versión Hip-Hop. Al conductor le encanta la canción y les ofrece un contrato millonario, pero Peter dice la verdad, y pide las disculpas, acabando con su hipo. El abuelo se queda con una abuela policía, muy estricta. Los chicos descubren que la canción era de Vic, y este se las regala, pero Punky se la come. |                    |                           |                      |
| 13 (1.13) | 16                 | Cumpleaños Punk           | 2011                 |
| Es el cumpleaños de Peter y este cansado de las fiestas sorpresas punk de sus padres decide hacer una contra-fiesta en el garaje. Monta junto a sus amigos una fiesta típica y normal, pero nadie asiste. Lola, Mateo y Seba quienes están locos por ir a la entretenida fiesta punk, están aburridos y le piden ir a la otra fiesta, pero Peter no quiere y manda a sus únicos invitados, los Twin Pop, a chequear la otra fiesta. Los Twin Pop vuelven diciendo que la otra fiesta está llena de gente y Peter enojado va a encarar a sus padres. Una vez allá Peter ve el esfuerzo de sus padres y estos le dicen que si quiere una fiesta común y aburrida la tendrá, ya que ellos harán todo por él. Peter entiende el amor de sus padres y les pide disculpas, entreteniéndose completamente en la fiesta. |                    |                           |                      |
| 14 (1.14) | 19                 | Doble Cita                | 2011                 |
| Peter consigue una doble cita, el mismo día a la misma hora; una cita con Yael (Una famosa cantante) y una cita con Evelyn. Peter se encuentra indeciso y termina eligiendo ir a la cita con Evelyn. Por un lado Iván, Seba y Mateo se hacen pasar por Peter y por turnos no establecidos previamente hablan con Yael, quien con sus nuevos lentes de contacto no los diferenciaba bien, mientras que por otro lado Lola intenta sabotear a toda costa la cita de Peter y Evelyn, logrando finalmente su objetivo. |                    |                           |                      |
| 15 (1.15) | 20                 | Crimen Pop                | 2011                 |
| Peter, Mateo, Seba e Iván acaban de ver una película de detectives: "el agente 00Oscar" y observan una discusión de King Pop con los Twin Pop. Basándose en esta discusión y algunas palabras sospechosas de los Pop, los chicos especulan un crimen, a pesar de que Lola no compartía su teoría. Desaparece Silvio y los chicos creen que ese es el crimen Pop. Deciden enfrentar a los Pop y cada vez más están seguros del crimen. Por la noche deciden entrar a "Central Pop" y descubrir lo que sucedió. Después de una caótica secuencia como agentes inexpertos y de alarmas sonando, los chicos logran abrir la puerta donde estaba el ""cuerpo de Silvio"" y son sorprendidos por King Pop, los Twin Pop y el policía; el Morsa. Finalmente se descubre que los Pop quería ocultar los anteojos Punk que Silvio les había llevado, y que los Rock Bones se habían dejado llevar por la influencia del agente 00Oscar. |                    |                           |                      |
| 16 (1.16) | 24                 | Casa de Campo             | 2011                 |
| Peter y la banda se duermen en el parque por haber asistido a escondidas a una fiesta. Sus Padres reciben una llamada de la Directora de la escuela diciendo que Peter está sufriendo un ataque de estrés, y ellos deciden relajarlo montando una vida campestre en plena casa. A Peter le resulta catastrófico esta situación y no sabe como abordar la sobre exageración campesina de sus padres. También durante este capítulo Mateo es confundido con un gran cantante y pasa el día intentando escapar, mientras que el verdadero cantante disfruta la vida campesina en la casa de Peter. |                    |                           |                      |
| 17 (1.17) | 27                 | A cargo                   | 20 de julio de 2011  |
| Los Padres de Peter van a una convención punk y dejan a cargo a Joe. Peter molesto con la decisión discute con Joe por el trabajo. La policía les advierte de unos ladrones que andan merodeando y Joe instala una cámara. Peter para quedar bien frente a la cámara, monta junto a Iván y Seba un robo planificado, pero llegan los verdaderos ladrones y las cosas se complican. Joe termina apresando a los ladrones luego de ponerse furioso por haberle arruinado su corte de cabello. |                    |                           |                      |
| 18 (1.18) | 30                 | Peter Pop                 | 17 de agosto de 2011 |
| Silvio está remodelando el logo de Central Pop, y cae la P de Pop sobre la cabeza de Peter. Peter queda inconsciente y cree que King es su padre. Peter creyendo que King Pop es su papá, se hace Pop. El médico explica a la familia que no deben perturbarlo y deben seguir su juego. El médico les describe un procedimiento experimental con un concentrador de fotones para que Peter pueda recuperar su memoria. Hacen creer que Peter consigue salir en la portada de la revista Rolling Pop para que cuando le estén sacando la foto, usen el condensador de fotones y recupere su memoria, pero las luces del condensador aparte de darle a Peter, les da también a Andy Pop y a Michael Pop, convirtiéndolos en Punks. |                    |                           |                      |
| 19 (1.19) | 31                 | Punk Bones                | 17 de agosto de 2011 |
| Es la continuación del episodio "Peter Pop". Andy Pop y Michael Pop se hicieron Punk y destrozaron el condensador de fotones. Andy & Michael van a practicar con los Rock Bones para su concierto, cambian el nombre de la banda a Punk Bones y practican toda la noche (Sin dormir) un tema llamado "Justo a mí me toco ser punk". Para regresar a Andy y a Michael a la normalidad, usan un amplificador de sonido estrobocopico. En el concierto, los Punk Bones tocan junto con los Punkmorroides el tema Escupiendo a tu corazón. Al momento de tocar todos se ponen un tapa orejas (Menos Andy, Michael y los Ex-Punkmorroides), hacen sonar el amplificador y los Twin Pop vuelven a la normalidad, mientras que los Ex-Punkmorroides se convierten mitad cavernícolas y mitad Punk. |                    |                           |                      |

### Segunda temporada (2012)
| Episodio | N.º según Capítulo | Título                                   | Emisión                 |
| --- | ------------------ | ---------------------------------------- | ----------------------- |
| 20 (2.01) | 32                 | Entre el Básquet y el Rock               | 18 de marzo de 2012     |
| Peter descubre que tiene muy buena habilidad para el básquet. Se introduce tanto en el deporte que empieza a olvidar a la banda y los pocos momentos que pasa con sus amigos solo habla de básquet. Los chicos inquietados compran una pelota especial de básquet a Silvio para que Peter juegue mal. Peter se termina convenciendo y vuelve a tocar con sus amigos. Ellos avergonzados por su actitud le confiesan la verdad y dejan que asista al campeonato, pero Peter prefiere quedarse con ellos ya que la música es lo primero en su vida. |                    |                                          |                         |
| 21 (2.02) | 33                 | Lulú                                     | 2012                    |
| Seba presenta su novia, Lulú, a los Rock Bones y ella se enamora de Peter. El único que se da cuenta de esta situación es Peter y los demás no le creen. El acoso de Lulú hacia Peter no para y este a pesar de decirles a sus amigos termina siempre perjudicado con las invenciones de Lulú. Peter decide crear una trampa para pillar a Lulú y termina más damnificado que en un principio, y cuando parecía que las cosas no mejorarían los Rock Bones descubren las mentiras de lulú y Seba y Peter vuelven a ser los mejores amigos. |                    |                                          |                         |
| 22 (2.03) | 34                 | Cueste lo que Cueste                     | 2012                    |
| La familia Punk y los Rock Bones están en Central Punk mirando los objetos antiguos que ordena Nancy. Iván rompe un jarrón y Mateo encuentra entre los trozos de este, una hoja. El Abuelo les comenta que es una partitura misteriosa y difícil. Peter junto a sus amigos deciden tocarla pero al no tener éxito piden ayuda al Sensei Rocky Dock que Iván encuentra en internet. Mientras el abuelo, Nancy, Vic y Joe descubren una valiosa estatua punk, pero Vic debido a sus principios punk, no quiere venderla ya que el dinero trae problemas. El Sensei entrena a los chicos en cualquier área menos la musical, pero termina preparándolos y logran tocar la partitura, pero luego Punky, la perrita, se la come. Joe a escondidas compra objetos de gran valor a expensas de la estatua, pero Silvio les dice que no vale nada ya que es una alcancía. Terminan vendiendo todos los objetos de la tienda Punk para compensar los gastos de Joe. |                    |                                          |                         |
| 23 (2.04) | 36                 | Peluquero Por Un Pelo (Con Dani Martins) | 2012                    |
| Los Rock Bones ven en internet un test que decide tu profesión. A Peter el test le indica que debe ser peluquero. No conforme con ese resultado, Peter decide demostrarles que no nació para eso y que lo suyo es la música. Ayuda a su madre en la peluquería y resulta ser un éxito con un corte de cabello que inventó. El nuevo corte de moda es muy exitoso y Peter casi termina convenciéndose de que nació para ser peluquero hasta que inventa un nuevo corte que a nadie le agradó, terminando con su fama de peluquero. Peter vuelve con los Rock Bones y sigue haciendo lo que mejor sabe hacer; tocar su bajo. |                    |                                          |                         |
| 24 (2.05) | 37                 | El Plomo                                 | 2012                    |
| Después de una caótica presentación en club 18, los Rock Bones deciden contratar a un Plomo. Hacen un casting pero ninguno sobresale y Vic les pide ser su Plomo. Peter no quiere que su padre sea el Plomo y terminan contratando a un chico, Angelito. El nuevo plomo comienza a arruinar tanto las presentaciones, como el garaje de ensayo, a pesar de la oportunidad que le dio Peter. Mientras Vic, para demostrar que es un buen plomo, se hace Plomo de los Twin Pop. La banda decide despedir a Angelito y este influencia a la comunidad diciendo que los Rock Bones no tienen corazón. Vic que ya no soporta más el pop decide renunciar, pero según el contrato solo podía ser reemplazado por otro Plomo. A Peter se le ocurre que Angelito sea el nuevo plomo pop, dejando a Vic como el nuevo Plomo de los rock Bones y teniendo otra vez buenas presentaciones. |                    |                                          |                         |
| 25 (2.06) | 39                 | Romance Pop                              | 2012                    |
| Los chicos comentan en el garaje las pocas entradas que han vendido para su concierto. Llega Iván y les muestra una foto del blog de Paty donde sale Lola besando a uno de los Twin Pop. Debido a la inmensa cantidad de visitas, Los Rock Bones se aprovechan de la situación para vender sus entradas. Mateo quien está inseguro de su inseguridad le pide ayuda a Joe, quien por medio de la decisión de una moneda termina dejando a Mateo muy seguro y él volviéndose inseguro. Los chicos cansados de lo pop de la falsa relación terminan inventando que los dos Twin Pop salen con Lola, ya que uno comenzó a salir con Evelyn. Debido a los nuevos rumores del romance de Lola, los Rock Bones terminan vendiendo todas las entradas. En medio del concierto en el club 18, el público pidió un beso entre un Twin Pop y Lola. Mateo lanza la moneda y decide quien dará el beso, perdiendo la moneda y volviéndose otra vez inseguro y Joe vuelve a ser seguro luego de atraparla. Lola por el bien de la banda decide besar a un Twin Pop, pero Peter los detiene y confiesa la verdad. Lola le da las gracias y los chicos le dicen a Mateo que lo quieren tal y como es. |                    |                                          |                         |
| 26 (2.07) | 40                 | El Bajo                                  | 2011                    |
| Mientras los chicos ensayan aparece Silvio a vender algunas cosas. Entre las cosas hay un Bajo que Peter desea tener, pero como era muy costoso no pudo comprarlo. Peter no contento con no tener el bajo, decide rifar su propio bajo con el fin de reunir el dinero suficiente. Los Twin Pop compran todos los números y Peter obtiene el dinero. Cuando le intenta comprar el nuevo bajo a Silvio este le dice que como demoró mucho en tener el dinero se lo vendió a los Twin Pop. Peter intenta comprarles el bajo pero los Twin Pop no lo quieren vender. Peter termina apostando todos los objetos de sus amigos sin poder recuperar los artículos. Finalmente Peter recupera las cosas a cambio de componer un tema Pop para los Twin Pop. |                    |                                          |                         |
| 27 (2.08) | 41                 | El Duelo (con Zeke y Luther)             | 2012                    |
| Zeke & Luther viajan a Argentina, y Evelyn se siente atraída por ellos. Peter se pone celoso y reta a Zeke & Luther. Peter quien no sabe andar en skate recibe ayuda de los Twin Pop, ya que se manejan muy bien sobre la tabla. Hacen que Peter aprenda a bailar, para poder controlar los movimientos que se hacen en el skate. El día de la competencia, Zeke & Luther en vez de competir en skate con Peter, hacen que compita en los duelos bizarros, los tres empatando. |                    |                                          |                         |
| 28 (2.09) | 45                 | Cambio de Rol                            | 2012                    |
| La madre de Peter le pide a toda su familia que le compren harina, pero nadie quiere hacerlo. Debido a esto y a que nadie valora lo que hace el otro, decide cambiar los nombres de la familia Punk y cambiar los roles para ver quien tiene la vida más atareada. Nancy se cambia con Vic, Joe con Peter, Ray con Punky y Mateo con Paty. |                    |                                          |                         |
| 29 (2.10) | 46                 | El Coach                                 | 2012                    |
| |                    |                                          |                         |
| 30 (2.11) | 47                 | Influencia Punk                          | 2012                    |
| |                    |                                          |                         |
| 31 (2.12) | 50                 | Ratas de Alcantarilla                    | 2012                    |
| Mateo y Peter observan a Seba sentado en el café Martin junto a un integrante de "Ratones de alcantarilla". Peter sabía que esta banda estaba sin baterista y cree que Seba se irá a tocar con ellos. Peter le comenta al resto y genera un estado de alerta, en donde todos deben preocuparse por Seba para que este se sienta cómodo. Seba deja que el resto haga las cosas por él hasta que Peter y el resto se entera de que Seba solo hablaba con el otro integrante para econtrale pareja a su hámster. Seba al ver el desinterés de sus amigos se lleva su batería y deja una nota donde dice que tocará con las ratas de alcantarilla. Los chicos preocupados hablan con Seba y este les pide muchas cosas a cambio de volver a tocar en la banda, pero luego descubren que era un plan de Seba. Durante este episodio Vic llega a casa con una novedad: una planta carnívora. La planta comienza a comerse todo y a atacar a Paty así que deciden regalarla. La adopta un cliente de Central Punk y la convierte en una planta vegetariana, que termina comiéndose a sí misma.                                                                                               |                    |                                          |                         |
| 32 (2.13) | 51                 | La Nota                                  | 2012                    |
| |                    |                                          |                         |
| 33 (2.14) | 69                 | El Primo de Punksilvania                 | 30 de octubre de 2012   |
| Vienen de visitan los primos de vick de Punksilvania apareciendo en la noche.En este capítulo no salen ivan, lola, mateo y seba |                    |                                          |                         |
| 34 (2.15) | 66                 | Adultos por favor                        | 18 de noviembre de 2012 |
| Peter quiere ir a un festival de Rock en Río pero Vic y Nancy se niegan porque no es un adulto. Peter frustrado se encuentra con una máquina de los Twin Pop y saca un osito pop de la suert y desea que los Rock Bones sean mayores. Al día siguiente Peter se ha vuelto mayor y su familia cree que es un ladrón que robo su pijama. El Morsa va a investigar el caso. En la sala de ensayos Peter le explica a Iván porque es mayor. El Morsa dice que él, Peter adulto, es un venusino. De pronto un amigo de Vic lo llama pidiéndole Pañuelos Punk y ellos asustados van a atraparlo a Central Punk. Peter les explica a Seba y Mateo que por su deseo son mayores y al llegar Lola grita asustada, no les cree que son ellos y van a la sala a buscarlos. Después de ver que no estaban Peter agarra otro Osito Pop de la Suerte y vuelve a la normalidad, pero solo él, y el Morsa persigue a sus amigos. Después Lola quiere pruebas para ver si en serio eran Seba y Mateo los que estaban ahí. Tocan el tema "Superrealidad", y convencen a Lola. |                    |                                          |                         |
| 35 (2.16) | 67                 | Y todo por un Osito                      | 26 de noviembre de 2012 |
| Es la Continuación de Adultos Por Favor. Peter, Lola e Iván van al teller de Silvio e intentan obtener un osito pop de la suerte. Según Silvio la máquina estaba mala y aún no la reparaba. Peter quiere sacar el osito a la fuera y Silvio lo detiene porque según el manual de esa manera no cumplen el deseo. Lola al observar que Silvio posee un manual de la máquina, lo lee y descubre que un botón la hace funcionar. Los tres chicos juegan en la máquina y finalmente Peter logra sacar un osito volviendo todo a la normalidad. |                    |                                          |                         |
| 36 (2.17) | 43                 | Una Navidad distinta                     | 16 de diciembre de 2012 |
| Santa choca justo cuando repartía regalos, deja un rato el carro de regalos y a su ayudante para buscar un lugar donde pueda lavar su ropa. Peter y Seba están decorando Central Punk para el día de Navidad, Peter se caé de la escalera y justo llega Santa y lo salva. Peter quiere devolverle el favor y lo lleva a su casa para que pueda recuperarse. Mientras que los Punks y los Twin Pop compiten para tener más visitas en sus locales. Santa ve que ellos no respetan el espíritu navideño y para que Santa los perdone y estuviera feliz, los Twin Pop y los Punk deben pasar Navidad juntos. |                    |                                          |                         |

### Tercera temporada (2013)
| Episodio  | N.º Según Capítulo | Título                | Emisión            |
| --------- | ------------------ | --------------------- | ------------------ |
| 37 (3.01) | 37                 | Monos de San Valentín | 9 de marzo de 2013 |
|           |                    |                       |                    |

### Especiales (2011-2012)
| Especial N.º | Temporada N.º | Episodio N.º | Título                   | Estreno en Latinoamérica | Estreno en España        | Motivo                         |
| ------------ | ------------- | ------------ | ------------------------ | ------------------------ | ------------------------ | ------------------------------ |
| 1            | 1             | 18/19        | Peter Pop / Punk Bones   | 17 de agosto de 2011     | 21 de septiembre de 2011 | Especial de Final de temporada |
| 2            | 2             | 14           | El primo de Punksilvania | 30 de octubre de 2011    |                          | Especial de halloween          |
| 3            | 2             | 17           | Una Navidad Distinta     | 16 de diciembre de 2011  |                          | Especial de Navidad            |
| 4            | 3             | 1            | Monos de San Valentín    | 14 de febrero de 2012    |                          | Especial día de San Valetín    |

## Escenografía y ambientación
La escenografía y la ambientación de la serie se da en los alrededores de un vecindario con colores y formas con un toque caricaturesco. Se reconoce por los fuertes colores y ángulos de cámara en diferentes posiciones, como también acercamientos desde ángulos poco usuales. Los sonidos de la serie tienden a ser una guitarra, un bajo o un sonido sintetizado pop, según sea la escena.

### Recurrente
| Lugar            | Ambientación y recursos |
| ---------------- | --- |
| Casa de los Punk | Es una casa de dos pisos cuyo frente da a una calle horizontal y a una vertical. Posee un pequeño antejardín y una verja mediana que no cubre la puerta de la casa. De entrada a la casa se encuentra la escalera pegada a un muro donde cuelgan los retratos de la familia Punk. En la primera planta se ubica el living decorado con objetos punk como cojines, cactus o cuadros punk. Luego está el comedor y la cocina. En la segunda planta están las habitaciones de los hijos; la de Joe completamente egocentrista, la de Paty completamente Punk con toques más modernos, y la de Peter, normal como la de cualquier adolescente al que le guste el Rock. |
| Central Punk     | Es la tienda de Vic. Se ubica frente a la calle principal de la serie, al lado del café Martín y de la tienda de bicicletas. Es de color rojo y negro. Desde afuera muestra un escaparate con artículos Punk y sobre este un gran letrero con el nombre de Central Punk. Dentro del inmueble podemos encontrar crestas punk, poleras punk, cadenas, el punkómetro, entre otros. Más atrás de la mesa de atención, está la sala de peluquería de Nancy. |
| Garaje de ensayo | Es una mediana sala donde los Rock Bones, pasan el tiempo, componen y ensayan. Se ubica sobre Central Punk y se ingresa mediante una puerta al lado de la tienda. Tiene una mesa circular, sillones al lado de la ventana, una mesa de ping-pong y una pequeña tarima donde ensayan. |
| Central Pop      | Es la tienda pop del vecindario. Se ubica en la misma calle que "Central Punk" al lado de la tienda de bicicletas y tiene una gran vidriera por donde se pueden ver los objetos pop. Es de color verde agua. Tiene un letrero estilo retro con el nombre de la tienda. La decoración interior es muy colorida y geométrica. Se pueden encontrar desde poleras pop, pasando por guantes, lentes, discos, hasta zapatos y todo tipo de accesorios pop. |
| Pista de Skate   | Es una pequeña pista de skate con rampas, fierros y asientos de hormigón. Es visitado regularmente por los Rock Bones, y por alguna de sus aventuras. Colinda con una cancha de básquet. |
| Club 18          | Es el lugar de eventos del vecindario. Los Rock Bones suelen tocar ahí. Es una gran sala multipropósito, desde un concierto hasta una presentación de karate. |

### Especiales
| Lugar                | Ambientación y recursos |
| -------------------- | --- |
| Café Martín          | Es un café ubicado al lado de "Central Punk". En ocasiones, los Rock Bones se han sentado en las mesas exteriores del café. |
| Restorant Japonés    | Un restorant al que Silvio promocionaba. Con una recepción en la entrada donde te pedían el calzado. Peter invitó a Evelyn a cenar ahí. |
| Club de la Felicidad | Era una sala de un club de personas felices, decorada con tonos alegres. Los Rock Bones se presentaron ahí por equivocación. |
| Taller de Silvio     | Es un lugar completamente ocupado por objetos tecnológicos a medio armar o desarmar. Cables por diferentes lugares y una mesada con herramientas que Silvio utiliza para reparar sus artefactos. Peter, Lola e Iván lo visitan para obtener un peluche pop de la suerte. |
| Infierno del Rock    | Es un lugar donde el público suele gustarle el rock pesado, y arrojar un montón de objetos si no le gusta lo que oyen. Los Twin Pop se presentaron por equivocación y fueron humillados.                                                                                 |

## Producción
En el año 2009, la productora Illusion Studios inició el desarrollo de un proyecto titulado Sueña conmigo. Debido a la diferencia de ideas para dicho proyecto, los productores decidieron separar el proyecto en dos series y presentarlas como proyectos independientes. Es así como por un lado se llevó a cabo la serie Sueña conmigo y por otro se armó la serie denominada Peter Punk, centrada en la historia de un niño que quiere dejar de serlo y convertirse en adolescente, con todo lo que eso implica. Illusion Studios tenía la idea de coproducirla con Nickelodeon Latinoamérica, pero finalmente no ocurrió. 
En el año 2010 Disney quiso coproducir la serie para su empresa o canal, en ese momento, nuevo canal Disney XD.
Con la coproducción de Disney, el argumento original de la serie cambió, llevándolo a una serie de más estilo Disney; un adolescente intentado formar una banda de rock, mientras tiene que vivir con su familia punk. El cambio fue drástico y tuvo empezar un nuevo rodaje, aunque los productores de Illusion aseguran que es una experiencia fantástica coproducirla con Disney. El protagonista de la serie es el mismo actor del primer proyecto, Juan Ciancio, con la única diferencia de que en el primer proyecto el personaje se llamaba Pedro, y en el segundo pasó a llamarse Peter.

## Discografía
Es la banda de rock conformada por los personajes principales de Peter Punk. Juan Ciancio como Peter toca el bajo y es el cantante de la banda, Gastón Vietto como Mateo es el guitarrista y segunda voz de la banda y Guido Pennelli como Seba es el baterista. Los tres tanto en la serie como en su vida real tocan el instrumento que les corresponde.
| Título         | Detalles del álbum                                                                                    |
| -------------- | --- |
| Peter Punk     | - Publicado: 19 de julio de 2011 - Discográfica: Walt Disney Records - Formatos: CD, Descarga digital |
| Paso el tiempo | - Publicado: 12 de marzo de 2013 - Discográfica: Walt Disney Records - Formatos: CD, Descarga digital |

## Premios y nominaciones
| Año  | Premiación                    | Categoría                                 | Candidato              | Resultado |
| ---- | ----------------------------- | ----------------------------------------- | ---------------------- | --------- |
| 2011 | Kids Choice Awards México     | Personaje masculino favorito de una serie | Juan Ciancio           | Nominado  |
| 2011 | Kids Choice Awards México     | Villano favorito                          | Joel y Brian Cazeneuve | Ganadores |
| 2011 | Kids Choice Awards México     | Programa favorito                         | Programa favorito      | Nominado  |
| 2011 | Kids' Choice Awards Argentina | Revelación en televisión                  | Juan Ciancio           | Nominado  |